# 帕科奧爾科山 (莫克瓜大區)
16°18′10″S 70°49′2″W / 16.30278°S 70.81722°W

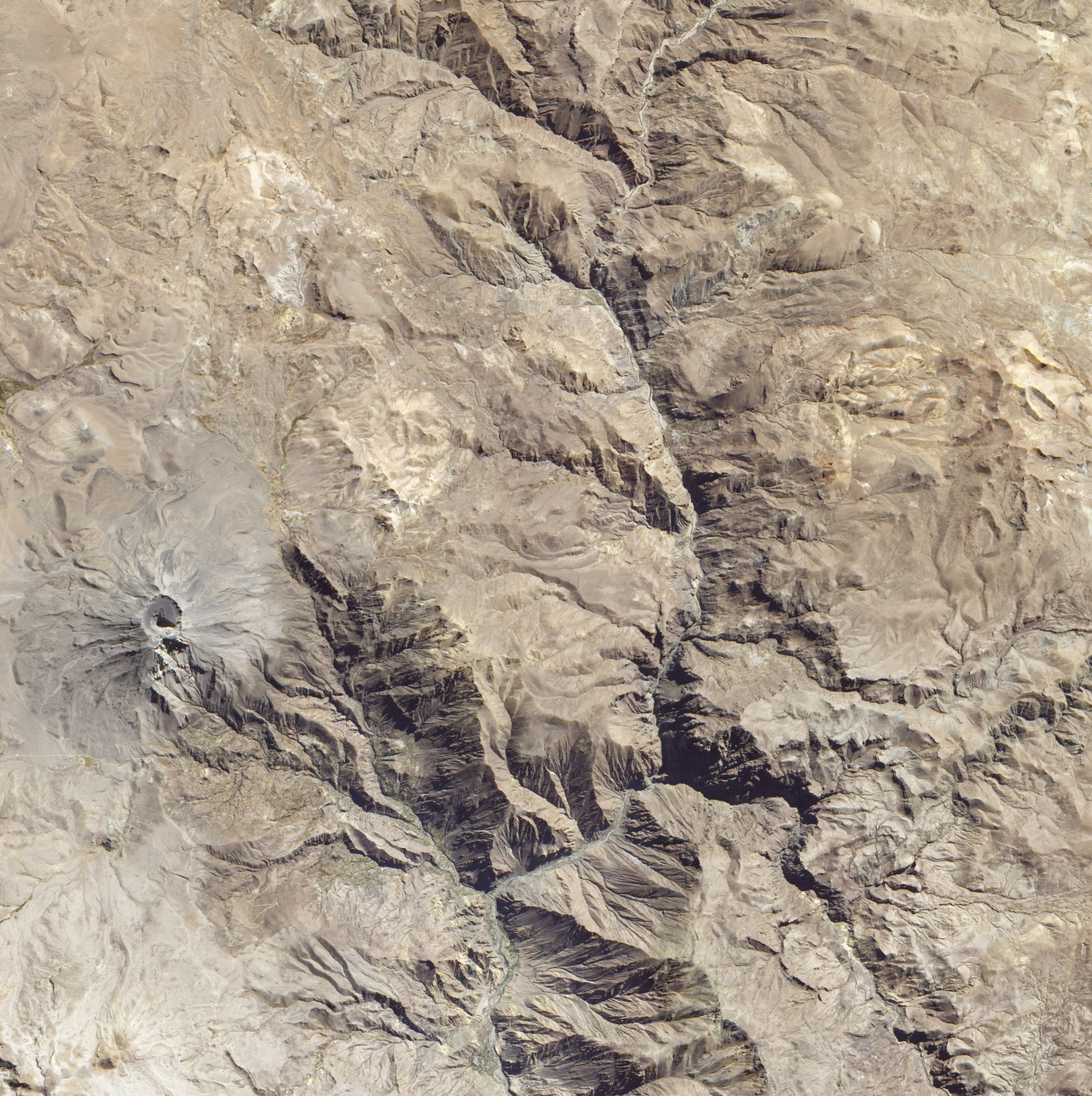

帕科奧爾科山（Pacoorcco），是秘魯的山峰，位於該國南部莫克瓜大區的桑切斯將軍山省，處於烏維納斯東北面和皮爾瓦內山以南，屬於安第斯山脈的一部分，海拔高度4,940米。